# 大阪府立今宮工科高等学校
大阪府立今宮工科高等学校（おおさかふりつ いまみやこうかこうとうがっこう）は、大阪府大阪市西成区にある公立の工業高等学校。

## 概要
全日制課程と定時制課程を設置する。
全日制では、入学時は工学系以外の各系は総合募集となる。総合募集のコースでは1年次は共通科目を履修し、2年次以降に機械系・電気系・建築系・グラフィックデザイン系の各系、および系をさらに細分化した専科に分かれて学習する。
定時制では総合学科を設置し、「機械」「電気」「建築」「教養」の4系列の科目を開講している。
かつては大阪府立今宮工業高等学校の名称だったが、大阪府が府立工業高校を「工科高校」へと改編する方針を打ち出したことに伴い、2005年度より大阪府立今宮工科高等学校に改編されている。

## 沿革
大阪府立職工学校（現在の大阪府立西野田工科高等学校）の今宮分校として、1914年に西成郡今宮村大字木津の現在地に開設されたことが、学校の始まりとなっている。学校では分校開設時を創立と位置づけている。
分校開設当初、造家科、印刷科、電機科、鋳工科、仕上科の5課程を設置した。
1916年には大阪府立今宮職工学校として独立した。
1917年には夜間部を創設した。夜間部は、関西地区の夜間職工学校としては最初の設置だとされる。夜間部は1938年、大阪府立今宮第二職工学校として独立再編されている。
1941年には大阪府立今宮工業学校および大阪府立今宮第二工業学校へと改編された。しかし戦時体制により、1944年には徴用、工場への勤労動員などがおこなわれ、授業停止状態になっていた。1945年3月13日から14日の大阪大空襲で校舎を焼失した。
戦後の学制改革により、1948年には従来の旧制大阪府立今宮工業学校および大阪府立今宮第二工業学校を再編する形で、全日制と定時制を併設する新制高等学校・大阪府立今宮工業高等学校となった。
全日制課程では電気科・機械科・建築科・印刷工業科（1991年グラフィックアーツ科に改称）といった工業系学科を設置した。
定時制課程では機械科・電気科・建築科といった工業系学科を設置していた。1996年には大阪府の定時制高校再編策により、近隣の大阪府立今宮高等学校定時制課程が同年に廃止されたことでの実質上の後継・代替となる形で、定時制課程に普通科が増設されている。
2005年度入学生より、大阪府立今宮工科高等学校に再編された。全日制課程では機械系・電気系・建築系・グラフィックデザイン系の各系に再編された。また定時制課程では、工業系学科と普通科を統合再編する形で総合学科を設置した。
全日制課程では2014年度より、大学進学などに対応する「工学系」を新設し、別枠募集としている。

### 年表
- 1914年 - 大阪府立職工学校分校を開設。
- 1916年 - 大阪府立今宮職工学校として分離独立。
- 1918年 - 夜間部を設置。
- 1932年 - 米国シカゴ市にて開催の進歩一世紀万国博覧会に電動機製作に関する「限界ゲージ」を出品し褒状を受ける。
- 1938年 - 夜間部が大阪府立今宮第二職工学校として独立。
- 1941年 - 大阪府立今宮工業学校と改称。
- 1945年 - 大阪大空襲で校舎が被災。
- 1947年 - 昭和天皇が行幸（昭和天皇の戦後巡幸）[6]。
- 1948年 - 学制改革。大阪府立今宮工業高等学校となる。全日制と定時制を併設。
- 1988年 - 実習棟が完成し、旧実習棟の後にはグラウンドが作られた。
- 1996年 - 定時制課程に普通科を併設。
- 2005年 - 大阪府立今宮工科高等学校に改編（同年度入学生より学年進行）。全日制では機械系・電気系・建築系・グラフィックデザイン系の各系に再編。定時制では総合学科に再編。
- 2007年 - 大阪府立今宮工業高等学校閉校。
- 2014年 - 全日制課程に工学系を新設。

## 出身者
- 中川順夫 - 映画監督
- 桂吉朝 - 落語家
- 桂南光 - 落語家
- さだやす圭 - 漫画家
- 三中元克 - お笑い芸人
- 臼杵寛 - お笑い芸人
- 柴田侑宏 - 宝塚歌劇団演出家
- 若林克彦 - 発明家、ハードロック工業創業者

## 交通
- 大阪シティバス・今宮工高前バス停下車すぐ
- 大阪環状線・関西本線、南海本線・高野線 新今宮駅より西へ約400m
- Osaka Metro四つ橋線 花園町駅より北へ約700m
- Osaka Metro御堂筋線・四つ橋線 大国町駅より南へ約700m
- 国道26号・国道43号 花園北交差点南西角